# Каур, Огюст-Андре-Тома
Огюст-Андре-Тома Каур (1813—1891) — французский химик.

## Биография
В 1833 г. поступил в Политехническую школу, откуда вышел в 1835 г. со степенью офицера генерального штаба. Желая посвятить себя изучению химии, подал в отставку и поступил в препараторы к Шеврелю, в лаборатории которого предпринял подробное изучение картофельного масла. Он доказал, что вещество, из него выделенное, вполне аналогично с древесным и обыкновенным винным спиртами, и дал ему название амилового спирта.
В следующей своей работе, касающейся плотности пара, он пришел к весьма важному заключению, что плотность пара некоторых веществ под влиянием температуры понижается до известного предела, начиная с которого становится постоянной. В Политехнической школе был сначала репетитором (12 лет), потом профессором, в то же время исполняя обязанности пробирера монетного двора и проф. химии (30 лет) в Центральной школе искусств и мануфактур. В 1868 г. — член французской Академии наук по химической секции.
Предметами его многочисленных исследований были: масла, эфиры, летучие кислоты, сернистые и фосфористые соединения, аминокислоты, искусственные основания, металлоорганические соединения. Осуществил синтезы металлоорганических соединений алюминия, олова, свинца и мышьяка. Открыл (1850) ксилол. Впервые получил (1867) аллиловый спирт  и его окислением — акролеин. Главнейшие его мемуары опубликованы в «Annales de Chimie et de Physique». Кроме того, до последних лет, совместно с Этаром печатал оригинальные мемуары по химии. Известен также своим учебником «Leçons de Chimie generale élémentaire» (П., 2-е изд., 1860).

## Труды
- «Recherches chimiques sur les huiles essentielles» (т. I и II);
- «Action du chlore sur les ethers carbonique et succinique» (IX);
- «Salicylate de méthyléne et éther salicylique» (X);
- «Acides volatils à six atomes d’oxygène» (XIV);
- «Combinaisons sulfurées du methyle et de l’éthyle» (XVIII и XIX);
- «Action du brome sur les citrates» (т. же);
- «Constitution et action du perchlorure de phosphore sur les mat. organ.» (XX и ХХ III);
- «Anisol et phenetol» (XXVII);
- «Recherches sur les bas. phosphorées» (LI);
- «Rech. sur les corps isomères: salicylol, eugénol et dérivés» (LII);
- «Acides amides» (LXIII);
- «Radicaux organométalliques» (LVIII и LXII);
- «Derivés pyrogenés de l’acide citrique» (LXVII);
- «Considerations générales sur les carbures d’hydrogéne» (т. же);
- «Sur les corps isomères» (III);
- «Rech. sur les petroles d’Amerique eu commun avec Pelonze» (т. же).